# 橋佐古直清
橋佐古 直清（はしさこ なおきよ、1971年11月14日 - ）は、大分県出身の元自転車競技選手。

## 来歴
日本大学在籍時代の1992年、バルセロナオリンピックの団体追抜に出場し、15位。
現在はABCマートに勤務する傍ら、日本大学自転車部のコーチを務めている。